# グルタル酸血症2型
グルタル酸血症2型（ぐるたるさんけっしょうにがた、英: Glutaric acidaemia type 2, GA2）は、ミトコンドリア内の電子伝達フラビンタンパク質(ETF)および ETF 脱水素酵素(ETFDH)の先天的欠損により生じる疾患である。グルタル酸尿症2型、マルチプルアシルCoA脱水素酵素欠損症（MADD）とも呼ばれる。幅広い臨床像をとり、新生児期に極めて重篤な代謝性アシドーシス等で発症し早期に死亡する例から、乳幼児期に代謝性アシドーシスや低血糖、筋力低下として発症する症例、成人期に発症し筋痛、筋力低下を契機に診断される症例もあって、特に近年タンデムマス・スクリーニング法により成人例が見つかるようになって以来、人生における診断時期は様々である。常染色体劣性遺伝する。
難病法により、指定難病となった。

## 原因
ミトコンドリア内のETFおよびETFDHの先天的欠損が原因となる。原因遺伝子に ETFA, ETFB および ETFDH があり、それぞれはタンパク質としてETFα、ETFβおよび ETFDHに対応する。ETFおよびETFDHはミトコンドリア内におけるβ酸化経路を含む複数の脱水素酵素反応によって生じる電子を電子伝達系に供給するため、この反応が阻害されることで発症する。

## 疫学
日本における患者数は、100人未満とされている。